# Sceliages adamastor
Sceliages adamastor là một loài bọ cánh cứng trong họ Bọ hung (Scarabaeidae).

## Hình ảnh

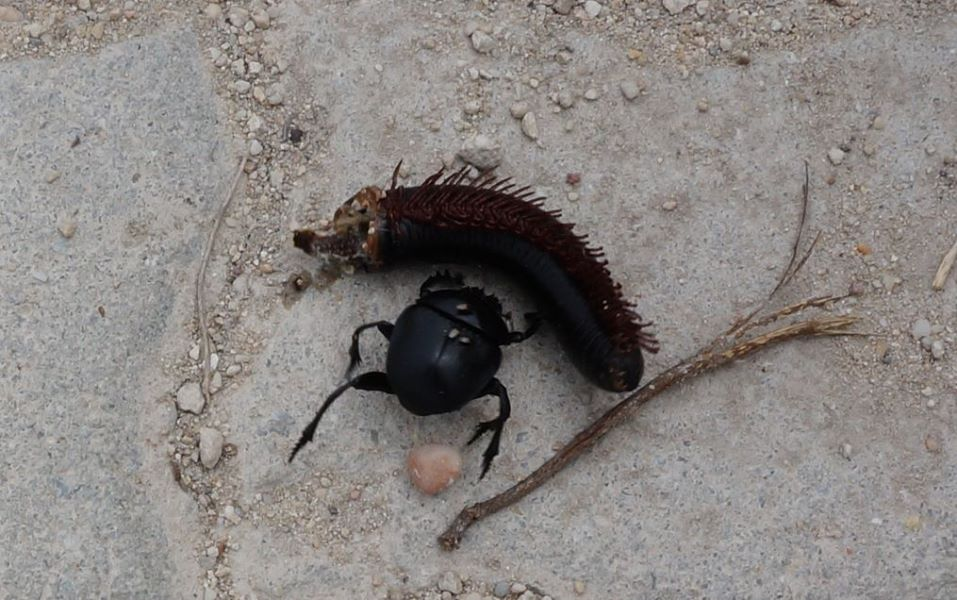
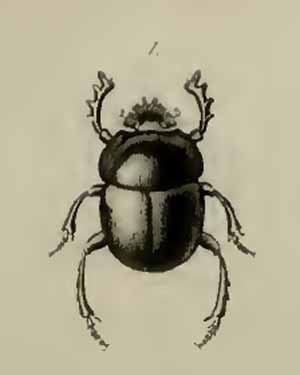
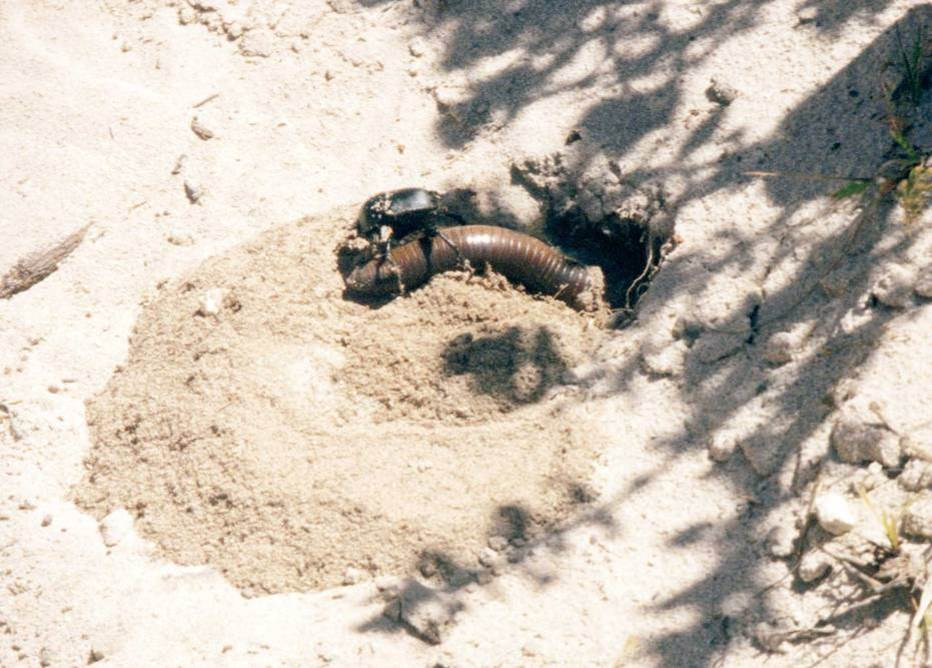